# Kleines Knöckle
Kleines Knöckle ist ein Naturschutzgebiet auf der Gemarkung des Bad Mergentheimer Stadtteils Althausen im Main-Tauber-Kreis in Baden-Württemberg.

## Geschichte
Durch Verordnung des Regierungspräsidiums Stuttgart über das Naturschutzgebiet Kleines Knöckle vom 20. Januar 1984 wurde ein Schutzgebiet mit 6,1 Hektar ausgewiesen.

## Schutzzweck
„Schutzzweck ist die Erhaltung der seltenen Flora und Fauna“ (LUBW).

## Flora und Fauna
Es handelt sich um ein durch sehr unterschiedliche Wirtschaftsformen geprägtes Gebiet, das auf kleinstem Raum sehr unterschiedlich intensiven Einfluss durch den Menschen erfahren hat, daher die große Diversität der Tier- und Pflanzenarten.